# Frosseri
|  | Wiktionary har en ordboksartikel om frosseri. |

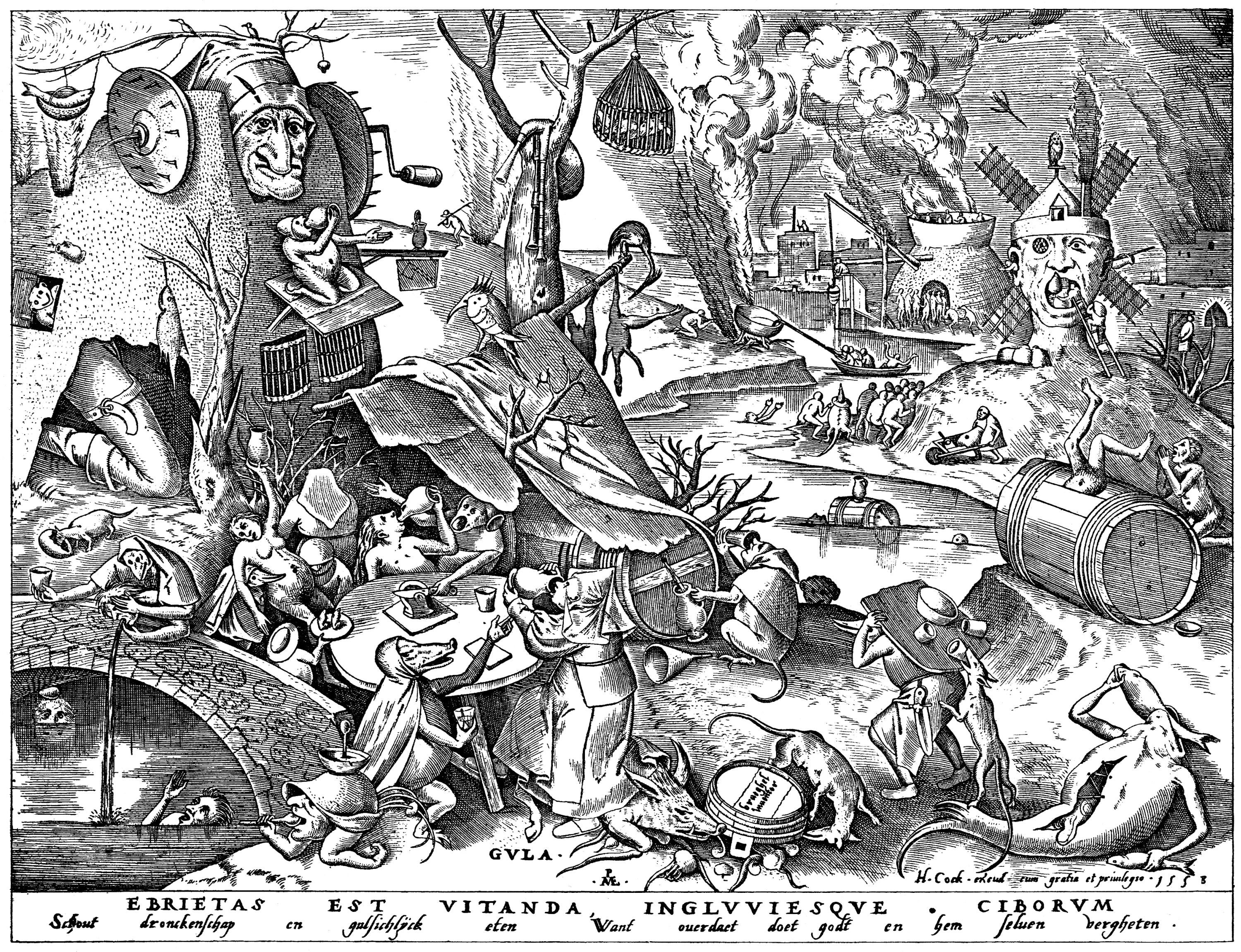
Pieter Bruegel d.ä.: Frosseriet.

Frosseri (lat. gula) är att överkonsumera något, till den punkt där den som frossar inte förmår konsumera allt utan stora delar går till spillo. Ofta syftar frosseriet på mat, men i utvidgad bemärkelse kan man även frossa i till exempel bilar eller skor. Frosseri leder till fetma, även om den inte behöver vara enda orsaken. 
Andra synonymer till frosseri är: vällevnad, överflöd, överdåd, slöseri; överdriven njutning. Den medicinska termen är hyperfagi.

## Kristendom

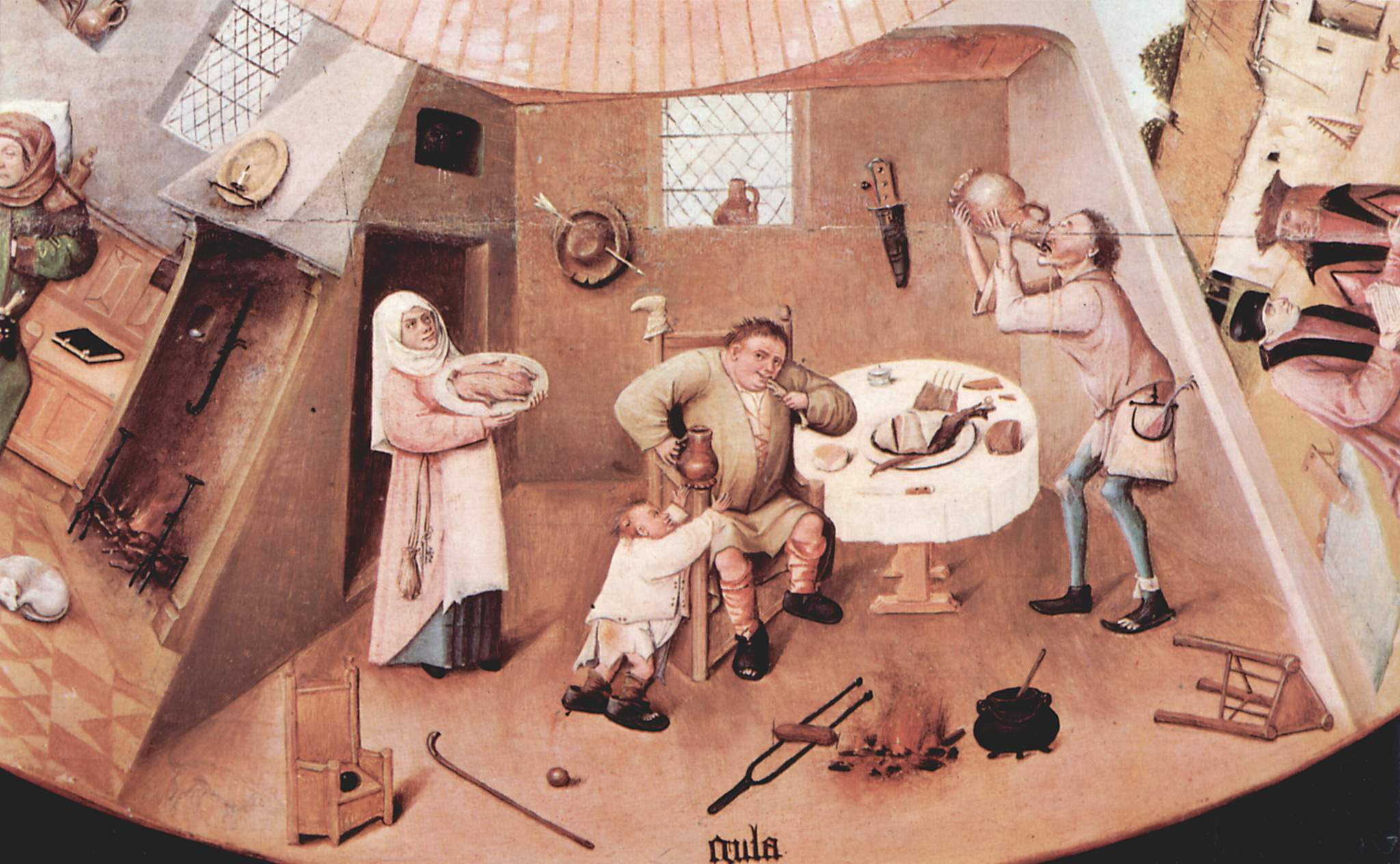
Hieronymus Bosch: Frosseridetalj ur de sju dödssynderna.

Frosseri är en del av De sju dödssynderna. Gregorius I har skrivit om den katolska kyrkans syn på frosseriet. Det har även Thomas av Aquino, som angav fem sätt för syndfullt frossande: äta för dyrbart, äta för mycket, äta för ivrigt, äta läcker mat, äta alltför snart.

## Orsaker och historia
Avsikten med frosseriet kan vara flerfalt, men att visa sin makt och rikedom är en orsak, jämte att stilla sin hunger eller för att njuta är några av orsakerna. Moderna kritiker menar att samhället idag som helhet ägnar sig åt frosseri. 
Frosseri ses allmänt som onyttigt eller negativt. Det sätter spår i hjärnan som kan vara omöjliga att utplåna.

### Historia
Under historisk tid var frosseriet förbehållet de rika, något som idag i huvudsak har ändrats. 